# René van de Kerkhof
Reinier "René" Lambertus van de Kerkhof (* 16. září 1951, Helmond) je bývalý nizozemský fotbalista, který hrával na pozici pravého záložníka. S nizozemskou reprezentací získal dvě stříbrné medaile na mistrovství světa (1974, 1978) a jednu bronzovou z mistrovství Evropy (1976). Hrál i na Mistrovství Evropy 1980. Za národní tým celkem odehrál 47 zápasů a vstřelil 5 branek. S PSV Eindhoven získal roku 1978 Pohár UEFA a třikrát titul nizozemského mistra (1975, 1976, 1978). Pelé ho roku 2004 zařadil mezi 125 nejlepších žijících fotbalistů světa. Jeho bratr-dvojče, Willy van de Kerkhof, byl rovněž slavným fotbalistou.